# ماوزلی
ماوزلی (به انگلیسی: Mowsley) یک محله مدنی و روستا در بریتانیا است که در Harborough واقع شده‌است. ماوزلی ۳۰۲ نفر جمعیت دارد.